# Philippine Wolff-Arndt

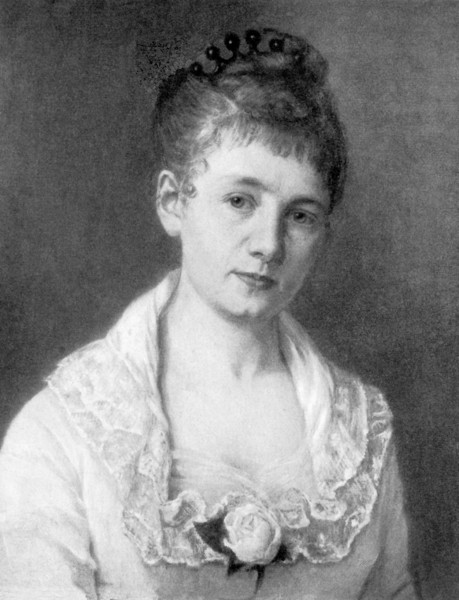
Philippine Wolff-Arndt, Selbstporträt, 1879

Philippine Wolff-Arndt (geb. Arndt, * 1. Oktober 1849 in Frankfurt am Main; † 1940 in Paris) war eine deutsche Malerin. Sie war trotz schwierigen Zugangs zu einer künstlerischen Ausbildung ihr Leben lang in diesem Beruf tätig. Außerdem engagierte sie sich für sozial benachteiligte Menschen und setzte sich für Frauenrechte ein, zum Beispiel als Mitbegründerin des Künstlerinnenvereins Leipzig. In Leipzig kämpfte sie auch dafür, dass die Hochschule für Grafik und Buchkunst Leipzig, damals Königliche Akademie für Grafik und Buchkunst als erste Kunstakademie Deutschlands Frauen für das Studium zuließ.

## Leben
1849 kam Philippine Arndt in Frankfurt a. M. zur Welt. Sie wuchs in einer finanziell gut situierten Familie auf. Als Schülerin an der höheren Töchterschule begann sie mit 15 Jahren Zeichenunterricht bei der Malerin Caroline Ziefraß zu nehmen. So hatte Philippine Arndt eine weibliche Person als Zeichenlehrerin. Das war zu dieser Zeit eine absolute Ausnahme. 1875 bat Philippine Arndt ihre Eltern um Unterstützung bei der Suche nach einem Künstler, der ihr eine Empfehlung für das Städelsche Zeicheninstitut in Frankfurt geben konnte. Die Eltern waren zunächst nicht begeistert, aber halfen ihr bei der Suche. Währenddessen war Philippine Arndt ein Jahr lang Schülerin am Göbelschen Dameninstitut und nahm Unterricht beim Maler Angilbert Göbel. Wider Erwarten wurde sie dann am Städelschen Kunstinstitut angenommen und setzte dort ihr Studium fort. Hier wurden die Geschlechter räumlich voneinander getrennt. Den Frauen wurde nicht die gleiche Kursvielfalt wie den männlichen Studierenden angeboten. Die Malerinnen trafen sich trotzdem heimlich zum Aktzeichnen. Philippine Arndt interessierte sich vor allem für Porträts und die menschliche Figur, die sie beim Zeichnen intensiv betrachtete.
1874 verbrachte sie einen Frühling im Frankfurter Umland und malte dort Bäuerinnen und Menschen aus einfachen Lebensverhältnissen. So lernte sie deren Lebenssituation kennen und schärfte ihr soziales Verständnis. Nach dem privaten Zeichenunterricht am Städelschen Zeicheninstitut wollte sie an einer anerkannten Kunstakademie studieren und zog 1875 nach München. An der Alten Pinakothek nahm sie Unterricht bei Franz von Lenbach, der damals auch Hof- und Leibmaler von Bismarck war.
1877 bis 1879 folgte ein Aufenthalt in Italien. Dort besuchte sie den Vatikan, Klöster und Villen und schloss sich dem römischen Zeichenzirkel Circolo Chigi an, mit dem sie viele Zeichenausflüge unternahm. In dieser Zeit entstanden zahlreiche Kopf-Studien. Dennoch kritisierte sie, dass auch hier Frauen nicht Aktzeichnen durften und lediglich beim Kurs der Kostümmalerei mitmachen konnten. In Italien erhielt sie, wie zuvor auch schon von Maler Anton Burger in Frankfurt, den ungefragten Rat, nicht zu heiraten, wenn sie weiterhin als Malerin arbeiten wolle.

Trotzdem heiratete sie 1880 mit 32 Jahren Anton Heinrich-Wolff und zog mit ihm nach Leipzig. Hier war sie als Malerin tätig und malte zahlreiche Porträts von bekannten Persönlichkeiten, wie beispielsweise Henriette Goldschmidt. Oft hatte sie mit Vorurteilen zu kämpfen: Kunstwerke von ihr wurden in höchsten Tönen gelobt, doch sobald sich herausstellte, dass sie von einer Malerin stammten, folgten abfällige Kommentare. In Leipzig kamen auch ihre drei Kinder Constanze, Erich und Oscar zur Welt. Hinsichtlich des Konflikts zwischen Familie und Beruf schrieb sie: 
„Es war ein Konflikt, der auch für mich bestand, bestehen blieb, trotzdem nach meiner Verheiratung meiner künstlerischen Arbeit nicht nur nichts in den Weg gelegt, sondern sie in jeder Weise gefördert wurde. Und das war ausschlaggebend.“
Da sie selbst aufgrund ihres Geschlechts viel Diskriminierung beim Zugang zur künstlerischen Ausbildung erfahren hatte, gründete sie zusammen mit Charlotte Windscheid 1896 den Künstlerinnenverein Leipzig. Ende des 19. Jahrhunderts schlossen sich in verschiedenen Städten zahlreiche Frauen in Vereinen zusammen, um für bessere Bildungschancen zu kämpfen, darunter auch viele Künstlerinnen. Oft gingen aus diesen Künstlerinnenvereinen sogenannte Damenakademien hervor, die Frauen ein künstlerisches Studium ermöglichten, zum Beispiel die Damenakademie München. Das waren erste Fortschritte, die es zu Philippine Wolff-Arndts Jugendzeit noch nicht gab, als privater Malunterricht die einzige Möglichkeit für eine künstlerische Ausbildung war. Doch auch zu den Damenakademien hatten aufgrund der hohen Kosten oft nur Töchter gut situierter Familien Zugang. An regulären Universitäten und Akademien wurden Frauen erst ab 1919 durch die Weimarer Verfassung gesetzlich zugelassen.
1901 unterstützte Philippine Wolff-Arndt den Direktor der Königlichen Akademie für Grafik und Buchgewerbe in Leipzig, Max Seliger, dabei, auch Frauen zum Studium an der Akademie zuzulassen. 1905 wurde die Akademie die erste Kunsthochschule in Deutschland, an der auch Frauen studieren durften. 1913 studierten dort mehr Frauen als Männer. Die Leipziger Kunsthochschule entwickelte sich als Vorreiterin für das Frauenkunststudium. Philippine Wolff-Arndt war weiterhin politisch aktiv, übernahm den Vorsitz der Leipziger Ortsgruppe des Vereins für Frauenstimmrecht und gehörte dem Vorstand des Sächsischen Landesvereins im Deutschen Verband für Frauenstimmrecht an. Während des Ersten Weltkriegs war sie als einzige Frau im Vorstand der Wirtschaftlichen Vereinigung Bildender Künstler und organisierte Hilfe für Notleidende.
Nach Ende des Ersten Weltkriegs zog Philippine Wolff-Arndt 1919 mit ihrer Tochter Constanze, die inzwischen den Namen Constanze Hallgarten trug, nach München. Hier übernahm Constanze Hallgarten die Gruppe der Internationalen Frauenliga für Frieden und Freiheit (IFF) und war eine der führenden Frauen in der deutschen Friedensbewegung. Schon früh warnte sie vor den Gefahren des Nationalsozialismus und stand beim Hitler-Ludendorff-Putsch 1923 auf einer „schwarzen Liste“ der Nationalsozialisten. Philippine Wolff-Arndt war in München währenddessen weiterhin als Malerin tätig. Es entstanden Stillleben und Selbstporträts.
Nach der „Machtergreifung“ der Nationalsozialisten emigrierten Constanze Hallgarten und Philippine Wolff-Arndt in die Schweiz und von dort aus nach Frankreich. In Paris starb Philippine vermutlich 1940 bei einem Bombenangriff mit 91 Jahren. Ihr Leben war geprägt von politischen Umschwüngen und Kriegen: vom Krieg 1866 zwischen Preußen und Österreich über den Ersten Weltkrieg und den Beginn der nationalsozialistischen Herrschaft. Dabei wurde sie zunehmend politisch aktiv und setzte sich mit Erfolg für sozial benachteiligte Menschen und bessere Bildungschancen für Frauen ein. Gleichzeitig gelang es ihr, die Familie mit ihrem Beruf als Malerin zu vereinen. Sie hinterließ eine Autobiografie: Wir Frauen von einst: Erinnerungen einer Malerin, die 1926 in München erschien. Hier schrieb sie:
„Ich sehe auf mein Leben zurück: Hinsichtlich der Kunst kann man es schon ein Ringen nennen.“

## Werk

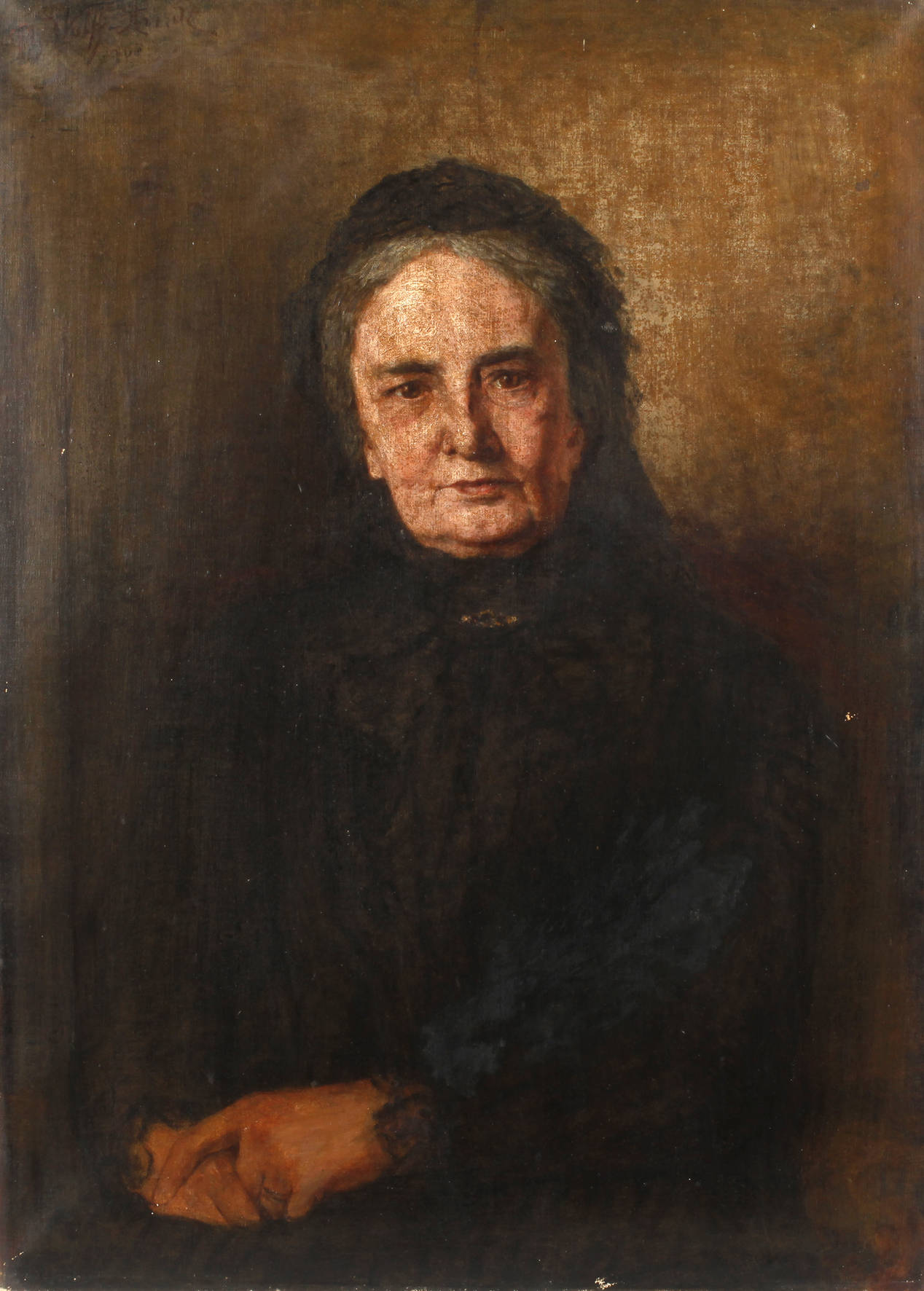
Philippine Wolff-Arndt, Damenporträt: Halbfigurenbildnis einer Dame im schwarzen Kleid, Öl auf Leinwand, links oben signiert und undeutlich datiert „Ph. Wolff-Arndt 1900“

Schon früh kristallisierte sich Philippine Wolff-Arndts Interesse für Porträtmalerei heraus. In einer Besprechung einer Frankfurter Zeitung um 1870 war zu lesen:
„Im Städelschen Institut sind gegenwärtig zwei von Frauenhand gemalte weibliche Portraits ausgestellt. Beide Künstlerinnen, Fräulein Marie Schulze und Philippine Arndt, verraten ein nicht unbedeutendes Talent und gleichzeitig einen gewissen Mut, der sich über das traditionelle der Frau zugewiesene Feld des Stillebens hinaus an das viel höhere Anforderungen stellende Portraits wagt.“
Dieses Interesse zog sich durch ihre berufliche Laufbahn: Als sie 1875 in die Lehre ging, fertigte sie Studien zu Porträt-Gemälden der Künstler Ruben und van Dyck an. 1878 entstand während ihrer Zeit in Italien das lebensgroße Ölgemälde Wasserträger in der Campagna. In Leipzig fertigte sie einige Auftragsarbeiten bekannter Persönlichkeiten an, unter anderem Porträts von Otto von Corbin oder Henriette Goldschmied. Letzteres hängt in der Henriette-Goldschmied-Schule Leipzig. Später entstanden einige Selbstporträts und Stillleben, die sie verkaufte. In der Autobiografie sind einige ihrer Werke abgebildet. Heute ist aus ihrem umfangreichen Gesamtwerk nur das Bildnis von Henriette Goldschmidt unter ihrem Namen bekannt.

## Publikationen
- Wir Frauen von einst. Erinnerungen einer Malerin. München 1926.